# Storebæltsoverfarten
Storebæltsoverfarten var danske færgeoverfarter, der krydsede farvandet Storebælt mellem Korsør hhv. Halsskov på Sjælland og Nyborg hhv. Knudshoved på Fyn. Der var jernbanefærger fra 1883 til 1997 og bilfærger fra 1930 til 1998.
Færgeoverfarten ophørte som følge af etableringen af Storebæltsforbindelsen, der åbnede for tog i 1997 og biler i 1998. Der er dog stadig færger mellem øst og vest andre steder. Mols-Linien sejler således mellem det nordvestlige Sjælland og Østjylland, ligesom der også stadig er færger mellem Spodsbjerg på Langeland og Tårs på Lolland.

## Historie
I og med at omkring halvdelen af Danmark består af øer, har sejlads traditionelt været en vigtigt del af trafikken mellem landsdelene. Her var Storebælt med sin centrale placering særlig vigtigt for trafikken mellem øst og vest. Regulær sejlads kendes fra den tidlige middelalder, og der opstod med tiden færgelav, der stod for en organiseret trafik. De skiftende konger, der jævnligt havde brug for at krydse bæltet, interesserede sig også for det, først med bekæmpelse af vendiske sørøvere og siden med regulering af takster og regler for færgemændene.
Da jernbanerne begyndte at brede sig over Danmark fra midten af 1800-tallet, opstod der nye behov. På Sjælland blev Det Sjællandske Jernbaneselskabs Vestbanen forlænget til Korsør i 1856, og på den anden side af bæltet bragte Den fynske hovedbane skinnerne til Nyborg ved sin åbning i 1865. De to baner lettede hver især trafikken på tværs af respektive landsdele, men ved Storebælt måtte passagerne skifte til skibe og alt gods lades om.
Ved den anden ende af den fynske hovedbane indsatte man i marts 1872 jernbanefærger mellem Strib og Fredericia over Lillebælt. Passagerne måtte ganske vist stadig skifte her også, men nu kunne godsvogne føres over, hvorved man slap for at omlade gods. En tilsvarende jernbaneoverfart på Storebælt mellem Korsør og Nyborg debatteredes så tidligt som 1872-1875, men manglende politisk vilje og protester fra Det Sjællandske Jernbaneselskab forsinkede beslutningen. Bemeldte selskab blev imidlertid i 1880 overtaget af staten, der allerede ejede Den fynske hovedbane, og i 1881 blev det besluttet at etablere overfarten. De første storebæltsfærger, H/F Korsør og H/F Nyborg, blev indsat fra 1. december 1883. To år efter i 1885 blev de nu statslige baner på Sjælland slået sammen med de tilsvarende på Fyn og i Jylland til DSB, der efterfølgende kom til at drive overfarten næsten helt frem, til den blev erstattet af Storebæltsforbindelsen.
De første mange år sejlede der kun jernbanefærger, og også efter at bilerne begyndte at brede sig, måtte disse sejle med mellem togene. Bilistorganisationen FDM var imidlertid utilfreds med de høje priser, uregelmæssige afgange og trange forhold om bord på færgerne. De oprettede derfor deres eget rederi, Motorejernes Færgefart A/S, i 1929 og bestilte den rene bilfærge M/F Heimdal.. DSB svarede ved at få bevilling til at købe deres egen bilfærge men endte dog med at indgå en aftale med bilejerne og overtog Heimdal, før den blev indsat i 1930.
I efterkrigstiden voksede biltrafikken eksplosivt, hvilket gav betydelige kapacitetsproblemer på færgeoverfarten. I 1954 blev det besluttet at etablere en ny overfart for bilfærger mellem Halsskov og Knudshoved lidt nord for den eksisterende overfart mellem Korsør og Nyborg. Den nye overfart fik tilslutning til nybyggede motorveje på begge sider af bæltet og åbnede 28. maj 1957.
I 1990'erne kom byggeriet af den faste Storebæltsforbindelse efter årtiers diskussioner omsider i gang. Det betød imidlertid også, at DSB der efterhånden havde en del færgeoverfarter snart stod for at skulle sige farvel til de to største, hvorfor den statslige interesse for færgedrift nu ikke længere var helt så stor. Som følge heraf blev DSB's rederidivision udskilt som en særskilt statsejet selskab, DSB Rederi A/S, i 1995, fra 1997 Scandlines Danmark A/S.
Om aftenen 31. maj 1997 sejlede jernbanefærgerne mellem Korsør og Nyborg så for sidste gang. Godstogene havde allerede taget Storebæltsforbindelsen i brug et par måneder før, og efter den officielle indvielse 1. juni 1997 kom turen nu også til persontogene. Bilfærgerne mellem Halskov og Knudshoved fortsatte endnu et års tid, indtil vejdelen af Storebæltsforbindelsen blev åbnet for trafik 14. juni 1998 kl. 22.00. 15 minutter senere forlod M/F Arveprins Knud som den sidste færge Knudshoved, efter at den i forvejen var afgået fra Halsskov klokken 20:45 som sidste færge derfra. Under overfarten optrådte den danske rockgruppe tv·2 på soldækket. Ved ankomsten til Halsskov kort før midnat blev færgen modtaget af et stort fakkeltog.
Efter lukningen stod Scandlines med et større antal færger, der efterhånden måtte finde andre farvande efter foreløbigt at være blevet opankret som en veritabel flåde i Nakskov. De store jernbanefærger M/F Kronprins Frederik og M/F Prins Joachim blev for eksempel ombygget til bilfærger og indsat mellem Gedser og Rostock, mens søsterfærgen M/F Dronning Ingrid fik et nyt liv som hospitalsskib. Bilfærgerne M/F Lodbrog og M/F Kraka blev solgt til Global Marine Systems til brug som kabelskibe.
Hjemme ved Storebælt blev M/F Kong Frederik IX bevaret som museumsfærge fra 1997 til 2001, hvor den kunne ses i filmen Flyvende farmor, men den blev alligevel ophugget i 2005 trods forsøg på at redde den. Drømmen om et færgemuseum levede dog videre, og der var forsøg på at hjemtage den tidligere M/F Sjælland, i mellemtiden restaurant- og natklubskibet Princess Selandia i Barrow-in-Furness i England, med henblik på restaurering som del af et færgemuseum. Færgen kom faktisk tilbage til Danmark i juli 2015, men trods god vilje var der ikke de nødvendige midler til en bevaring af færgen, der derfor blev ophugget i Frederikshavn i februar-marts 2016. Til gengæld købte Slagelse Kommune M/F Broen i 2020, og brugte 17 mio kr til at placere færgen i den tidligere færgehavn i Halskov, der efterfølgende blev fyldt op med sand, så besøgende nemmere kunne komme ombord. Det var planen at bruge færgen som aktivitetscenter for vandsport og udstilling om Storebæltsoverfarten. I 2023 erkendte kommunen af det nødvendige beløb til restaurering ville blive et par hundrede mio kr, og man valgte at skrotte færgen for 10 mio kr.

## Udvalgte tal
Nedenfor er gengivet tal for omfanget af passagerer og gods på DSB's jernbane- og bilfærger fra udvalgte regnskabsår. Tallene for 1884/1885 er inklusive de tidligere postdampskibe.
| År        | Passagerer | Tons gods | Biler     |
| --------- | ---------- | --------- | --------- |
| 1884/1885 | 141.339    | 21.700    | -         |
| 1888/1889 | 207.755    | 40.852    | -         |
| 1913/1914 | 625.800    | 542.210   | -         |
| 1914/1915 | 602.900    | 765.826   | -         |
| 1938/1939 | 1.600.000  | 760.000   | 174.381   |
| 1964/1965 | 6.698.000  | 2.289.000 | 1.395.085 |

## Galleri
På Danmarks Jernbanemuseum i Odense er der udstillet en stor samling af modeller af danske jernbanefærger. Ikke mindst Storebæltsoverfarten med dens mange færger er rigt repræsenteret og et udvalg er gengivet nedenfor. På By og Overfartsmuseet i Korsør er der også udstillet mange modeller af Storebæltsfærger og andre skibe. På begge museer er der desuden udstillet forskellige genstande fra færgerne.
- M/F Korsør fra 1927, den første motorfærge.
- M/F Heimdal fra 1930, den første bilfærge.
- S/S Holger Danske fra 1942, isbryder der også kunne tage passagerer med.
- M/F Kong Frederik IX fra 1954. Bevaret som museum men senere ophugget.
- M/F Asa-Thor fra 1965 der kun sejlede med godstog.
- M/F Prins Joachim og M/F Dronning Ingrid fra 1980, to af de tre sidste jernbanefærger.